# Grezna
Grezna (em cirílico: Грезна) é uma vila da Sérvia localizada no município de Knjaževac, pertencente ao distrito de Zaječar, na região de Timočka Krajina. A sua população era de 282 habitantes segundo o censo de 2011.

## Demografia
| 1948 | 1953 | 1961 | 1971 | 1981 | 1991 | 2002 | 2011 |
| ---- | ---- | ---- | ---- | ---- | ---- | ---- | ---- |
| 364  | 389  | 414  | 363  | 383  | 379  | 329  | 282  |